# FBI (televizijska serija)
FBI je američka dramsko-kriminalistička televizijska serija koju su stvorili Dick Wolf i Craig Turk a emitira se na CBS televiziji od 25. rujna 2018. U Hrvatskoj serija se prikazuje na Fox Crime, RTL Crimeu, RTL, RTL 2, Nova Tv, i streaming platformi SkyShowtime, gdje su prikazanei prve tri sezone.
U travnju 2024. godine serija je obnovljena do devete sezone, osiguravajući joj prikazivanje do 2027. godine. Premijera sedme sezone zakazana je za 15. listopada 2024.

## Radnja
Serija se usredotočuje na unutarnje djelovanje FBI-jevog ureda u New Yorku, koji koristi sve nevjerojatne sposobnosti, intelekt i tehnologiju Bureaua za rješavanje federalno motiviranih zločina.

## Pregled serije
| Sezona | Sezona | Epizoda | SAD prikazivanje    | SAD prikazivanje  | Hrvatsko prikazivanje | Hrvatsko prikazivanje |
| Sezona | Sezona | Epizoda | Premijera           | Finale            | Premijera             | Finale                |
| ------ | ------ | ------- | ------------------- | ----------------- | --------------------- | --------------------- |
|        | 1.     | 22      | 25. rujna 2018.     | 14. svibnja 2019. | 21. veljače 2019.     | 18. srpnja 2019.      |
|        | 2.     | 19      | 24. rujna 2019.     | 31. ožujka 2020.  | 7. siječnja 2020.     | 12. svibnja 2020.     |
|        | 3.     | 15      | 17. studenoga 2020. | 25. svibnja 2021. | 9. veljače 2021.      | 15. lipnja 2021.      |
|        | 4.     | 21      | 21. rujna 2021.     | 17. svibnja 2022. | 15. ožujka 2022.      | 2. kolovoza 2022.     |
|        | 5.     | 22      | 20. rujna 2022.     | 23. svibnja 2023. | 27. veljače 2023.     | 24. srpnja 2023.      |
|        | 6.     | 13      | 13. veljače 2024.   | 21. svibnja 2024. | 29. travnja 2024.     | 22. srpnja 2024.      |
|        | 7.     | 22      | 15. listopada 2024. | 20. svibnja 2024. | 2. srpnja 2025.       | 1. kolovoza 2025.     |

## Glumačka postava
| Lik             | Glumac                 | Sezona | Sezona | Sezona | Sezona | Sezona | Sezona | Sezona |
| Lik             | Glumac                 | 1      | 2      | 3      | 4      | 5      | 6      | 7      |
| --------------- | ---------------------- | ------ | ------ | ------ | ------ | ------ | ------ | ------ |
| Maggie Bell     | Missy Peregrym         | Glavna | Glavna | Glavna | Glavna | Glavna | Glavna | Glavna |
| Omar Adom Zidan | Zeeko Zaki             | Glavna | Glavna | Glavna | Glavna | Glavna | Glavna | Glavna |
| Jubal Valentine | Jeremy Sisto           | Glavna | Glavna | Glavna | Glavna | Glavna | Glavna | Glavna |
| Kristen Chazal  | Ebonée Noel            | Glavna | Glavna |        |        |        |        |        |
| Dana Mosier     | Sela Ward              | Glavna |        |        |        |        |        |        |
| Isobel Castille | Alana de la Garza      | Gost   | Glavna | Glavna | Glavna | Glavna | Glavna | Glavna |
| Stuart Scola    | John Boyd              |        | Glavna | Glavna | Glavna | Glavna | Glavna | Glavna |
| Tiffany Wallace | Katherine Renee Turner |        |        | Glavna | Glavna | Glavna | Glavna | Glavna |
| Syd Ortiz       | Lisette Olivera        |        |        |        |        |        |        | Glavna |

### Glavni likovi
- Missy Peregrym kao Maggie Bell
- Zeeko Zaki kao Omar Adom "O. A." Zidan
- Jeremy Sisto kao Jubal Valentine
- Ebonée Noel kao Kristen Chazal
- Sela Ward kao Special Agent-in-Charge (SAC) Dana Mosier
- Alana de la Garza kao Special Agent-in-Charge (SAC) Isobel Castille
- John Boyd kao Stuart Scola
- Katherine Renee Turner kao Tiffany "Tiff" Wallace
- Lisette Olivera kao Syd Ortiz

### Sporedni likovi
- Derek Hedlund kao Special Agent JT (sezone 1 – 2)
- James Chen kao Ian Lim
- Thomas Phillip O'Neil kao Dr. Neil Mosbach
- Rodney Richardson kao Ray Stapleton (sezona 1)
- Nina Lisandrello kao Eve Nettles (sezona 1)
- Taylor Anthony Miller kao Kelly Moran (sezone 2 – danas)
- Roshawn Franklin kao Trevor Hobbs (sezone 2 – 6)
- Vedette Lim kao Elise Taylor (sezon 2 – danas)
- Catherine Haena Kim kao Emily Ryder (sezona 2)
- Josh Segarra kao Nestor Vertiz (season 3)
- David Zayas kao Antonio Vargas (sezone 3 – 4)
- Kathleen Munroe kao Rina Trenholm (sezone 3 – 4)
- Piter Marek kao Rashid Bashir (sezona 4)
- Shantel VanSanten kao Nina Chase (sezone 4 – 5)
- Mara Davi kao Samantha Kelton (sezone 1 – 5)

## Produkcija
2016. godine, tijekom ljetne turneje za medije Television Critics Association, Dick Wolf otkrio je planove za kriminalističku dramu, smještenu u New Yorku i svijet FBI-a. Wolfov izvorni plan bio je predstaviti ga na NBC televiziji kao spin-off serije Zakon i red: Odjel za žrtve, u kojem je trebao predstaviti lika FBI agenta, ali na kraju NBC nije prihavtio i ideja je kasnije stavljena na čekanje iz ostalih razloga.
20. rujna 2017. seriju je kupio CBS koji je naručio 13 epizoda, bez prethodnog naručivanja pilot epizode za televizijsku sezonu 2018-2019. Ovo je prva serija koja se nije emitirala na NBC -u nakon dugogodišnje suradnje Wolfa i mreže, koja je emitirala Zakon i red, Chicago u plamenu i njihove spinoffove. Wolfova posljednja serija koja nije emitirana na NBC -u bila je L.A. Dragnet, koja se emitirala na ABC-u od 2003. do kraja 2004. godine.
CBS je 11. listopada 2018. naručio još 9 epizoda, čime je broj prve sezone porastao na 22. 25. siječnja 2019. serija je obnovljena za drugu sezonu, također od 22 epizode. No, snimanje iste sezone obustavljeno je zbog pandemije COVID-19, pa je smanjeno na 19 epizoda. CBS je 6. svibnja 2020. je obnovio seriju za treću sezonu, 24. ožujka 2021. za četvrtu. 6. svibnja 2022. serija je obnovljena za petu i šestu sezonu. U travnju 2024. godine serija je obnovljena do devete sezone, osiguravajući joj prikazivanje do 2027. godine. Premijera sedme sezone zakazana je za 15. listopada 2024.

## Vanjske poveznice
- Službena stranica na wolfentertainment.com
- Službena stranica na cbs.com
- Službena stranica na foxcrime.hr
- FBI u internetskoj bazi filmova IMDb-a